# Otto Krahn Group
Die Krahn Verwaltungs-Gesellschaft mit beschränkter Haftung ist die Konzernobergesellschaft der Krahn-Gruppe mit Sitz in Hamburg. Das operative Geschäft wird von der Otto Krahn Group geführt.
Der Konzern befindet sich im Besitz der Familie Krahn und besteht aus den Unternehmen Albis Distribution (Distribution von Kunststoffen), Mocom (Compoundierung von Kunststoffen), Wipag (Recycling von Kunststoffen) Krahn Chemie Gruppe (Distribution von Spezialchemikalien) und Krahn Ceramics (Verarbeitung von Keramik- und Metallpulvern).

## Geschichte
1909 gründet Otto Krahn das gleichnamige Handelshaus für Rohkautschuk, Gummiwaren, Schwergewebe und verwandte Produkte in Hamburg.
1961 wurde die Albis Plastic GmbH gegründet. 1972 wurde das Handelsgeschäft mit chemischen Rohstoffen in die neu gegründete Tochtergesellschaft Krahn Chemie GmbH ausgelagert. Zugleich nahm die Albis Plastic neben der Distribution auch die Tätigkeit in der Compoundierung von Kunststoffen auf.
2018 wurde mit Wipag ein Recycling-Spezialist durch die Albis Plastic übernommen. Mit der eMBe Products & Service GmbH (heute Krahn Ceramics GmbH) wurde 2019 ein Additiv-Hersteller für die Keramik- und Pulvermetallindustrie durch die Krahn Chemie übernommen. 2020 wurde die Unternehmensgruppe umstrukturiert: Die Albis Plastic GmbH wurde in die Otto Krahn Group GmbH umfirmiert und fungiert seitdem als Holding für die Unternehmensgruppen Albis, Mocom, Wipag, Krahn Chemie und Krahn Ceramics.

## Unternehmen
Die Unternehmen der Otto Krahn Group sind in der Kunststoff-, Chemie- und Keramikbranche tätig. Die Geschäftsfelder umfassen den Vertrieb, die Herstellung, die Weiterverarbeitung und die Aufbereitung (Recycling) von Kunststoffen sowie die Chemiedistribution und die Verarbeitung sowie den Vertrieb von Keramik- und Metallpulvern.
Als Holding gibt die Otto Krahn Group GmbH die strategischen Leitlinien für die anderen Unternehmen vor.

## Unternehmensstruktur

### Albis
Albis Distribution GmbH & Co. KG (Eigenschreibweise: ALBIS) mit Sitz in Hamburg vertreibt technische Thermoplaste und thermoplastische Elastomere und ist mit 24 Standorten weltweit vertreten. Das Unternehmen bietet seinen etwa 13.000 Kunden aus Branchen wie Automotive, Healthcare, Verpackung und Elektrotechnik ca. 30.000 Produkte. Albis beschäftigt 500 Mitarbeiter und erzielte nach eigenen Angaben einen Umsatz von mehr als 1,1 Mrd. Euro (2022).

### Mocom
Im Jahr 2020 wurde der Bereich Compounding aus der Albis Plastic GmbH in die Mocom Compounds GmbH & Co. KG (Eigenschreibweise: MOCOM) mit Sitz in Hamburg überführt. Das Unternehmen ist auf die Compoundierung thermoplastischer Polymere für die kunststoffverarbeitende Industrie spezialisiert. Produziert wird an drei Standorten in Deutschland (Hamburg, Obernburg, Zülpich), in Duncan, South Carolina (USA) und in Changshu (China). Mocom Compounds beschäftigt etwa 800 Mitarbeiter.

### Krahn Chemie Gruppe
Die Krahn Chemie Gruppe ist seit den 1910er-Jahren in der Chemiedistribution tätig. Das Produktportfolio ist auf die weiterverarbeitenden Industrien Farben und Lacke, Bauchemie, Kleb- und Dichtstoffe, Kunststoffe, Kautschuk, Schmierstoffe sowie alle Industriebereiche, in denen Heiz- und Kühlkreisläufe im Einsatz sind, ausgerichtet. Darüber hinaus bietet Krahn anwendungstechnische Beratung und eigene Labordienstleistungen. Der Hauptsitz des Unternehmens befindet sich in Deutschland. In Benelux, Frankreich, Italien, Polen, Griechenland, Spanien, Schweden und Großbritannien sowie in Rumänien, Tschechien, Ungarn und China ist Krahn Chemie mit Tochtergesellschaften oder Vertriebsteams vertreten. Insgesamt beschäftigt die Krahn Chemie Gruppe nach eigenen Angaben 260 Mitarbeiter und erwirtschaftete einen Umsatz von 340 Millionen Euro (2022).

### Krahn Ceramics
Als ehemaliger Geschäftsbereich der Krahn Chemie wurde die Krahn Ceramics GmbH im Jahr 2020 gegründet und ist heute als Teil der familiengeführten Otto Krahn Group in der Verarbeitung und Distribution von Keramik- und Metallpulvern aktiv. Das Portfolio umfasst sowohl Produkte und Serviceleistungen wie Pulver, Bindemittel und Feedstocks für Spritzgussanwendungen, Aufbereitungs- und Formgebungsprozesse als auch das Entbindern und Sintern sowie die Oberflächenbearbeitung. Darüber hinaus bietet das unternehmenseigene Technikum in Dinslaken Raum für aktuelle Produktionsanforderungen und Neuentwicklungen im Bereich Binder und Pulverspritzguss, aber auch im 3D-Druck (keramische Compounds und Granulate).

### Wipag
WIPAG ist an den Standorten in Neuburg an der Donau, Hamburg und Gardelegen aktiv. Das Recyclingunternehmen ist spezialisiert auf die werkstoffliche Aufbereitung von technischen Kunststoffabfällen, die Entwicklung von Recycling-Technologien und die Herstellung von Kunststoffcompounds, u. a. auf Basis von recycelten Carbonfasern, die in einer Vielzahl von Industrien zum Einsatz kommen. WIPAG hat hierzu ein Verfahren entwickelt, mit dem sich aus Carbonfaserabfällen ein Granulat zur anschließenden Verarbeitung im Spritzgussverfahren herstellen lässt. WIPAG beschäftigt über 110 Mitarbeiter.